# San Miguel Tlamahuco, Totolac
San Miguel Tlamahuco är en ort i Mexiko.   Den ligger i kommunen Totolac och delstaten Tlaxcala, i den sydöstra delen av landet, 90 km öster om huvudstaden Mexico City. San Miguel Tlamahuco ligger 2 266 meter över havet och antalet invånare är 1 010.
Terrängen runt San Miguel Tlamahuco är platt åt sydost, men åt nordväst är den kuperad. Runt San Miguel Tlamahuco är det mycket tätbefolkat, med 1 463 invånare per kvadratkilometer. Närmaste större samhälle är Tlaxcala de Xicohtencatl, 4,2 km öster om San Miguel Tlamahuco. Trakten runt San Miguel Tlamahuco består till största delen av jordbruksmark.